# Viðrar vel til loftárása
Viðrar vel til loftárása är en låt från Sigur Rós' andra fullängdsalbum Ágætis byrjun. Den är också b-sida på singeln Svefn-g-englar.

## Ursprung
Viðrar vel til loftárása är isländska för Vädret är bra för flygattacker. Under kriget i Kosovo sa en isländsk meteorolog "í dag viðrar vel til loftárása" vilket betyder, "idag är vädret bra för flygattacker". Bandet namngav sin låt efter detta.

## Video
Videon för låten är noterad för att vara cinematisk och kontroversiell. Den utspelar sig i 1950-talets Island och innehåller en kyss mellan två pojkar som blir avbrutna av en av pojkarnas pappor och en lokal präst under en fotbollsmatch.
Sångaren Jón Þór Birgisson spelar fotbollstränare i videon.